# Río Bzugú
El río Bzugú (en ruso: Бзугу́) es un río situado en el Cáucaso Occidental del krai de Krasnodar, en Rusia. Discurre por el territorio de la ciudad de Sochi. Antiguamente era conocido como río Razdólnaya (Раздольная). Desemboca en el mar Negro en la costa del distrito de Josta de Sochi. 

## Curso
El río nace en las vertientes meridionales del monte Piket (598.7 m). Recibe numerosos pequeños afluentes en su curso de 10 km de longitud que discurre predominantemente en dirección sur.
El vertido de residuos descontrolados (argilita) en el cauce del río han provocado una catástrofe ecológica en su desembocadura en el mar Negro.